# Olga Strielcowa
Olga Strielcowa (ros. Ольга Александровна Стрельцова, ur. 25 lutego 1987 w Moskwie) – rosyjska kolarka torowa. W 2013 roku zwyciężyła na mistrzostwach Europy w Apeldoorn.